# Anton Koczur
Anton Koczur (* 22. Februar 1941 in Waidhofen an der Thaya; † 14. Juli 2016 in Groß-Siegharts) war ein österreichischer Politiker (SPÖ). Er war von 1993 bis 1994 Mitglied des Bundesrates und von 1980 bis 1993 sowie von 1994 bis 1999 Abgeordneter zum Landtag von Niederösterreich.

## Ausbildung und Beruf
Koczur erlernte nach dem Besuch der Volks- und Hauptschule den Beruf des Schlossers und absolvierte von 1955 bis 1958 die Berufsschule. Er war von 1960 bis 1965 als Betriebsschlosser bei der Firma Teppich und Möbelstoffwerke in Groß-Siegharts beschäftigt und arbeitete von 1965 bis 1980 als Bezirksparteisekretär der SPÖ Waidhofen an der Thaya. Zwischen 1963 und 1964 besuchte Koczur zudem die Sozialakademie der Kammer für Arbeiter und Angestellte. 

## Politik
Koczur begann seine politische Karriere 1968 als Gemeinderat in Groß-Siegharts, stieg 1972 zum Stadtrat auf und übernahm 1975 das Amt des Bürgermeisters. Dieses hatte er bis zum Jahr 2004 inne.  Er vertrat die SPÖ vom 9. Oktober 1980 bis zum 7. Juni 1993 im Niederösterreichischen Landtag und war danach vom 7. Juni 1993 bis zum 9. November 1994 Mitglied des Bundesrates. Am 10. November 1994 wurde Koczur erneut als Landtagsabgeordneter angelobt, wobei er diese Funktion bis zum 21. Juni 1999 innehatte. Zudem war er zwischen dem 15. Dezember 1994 und dem 16. April 1998 2. Landtagspräsident und danach bis 1999 Klubobmann der SPÖ-Niederösterreich. 
Innerparteilich fungierte Koczur ab 1982 als Bezirksparteivorsitzender der SPÖ Waidhofen an der Thaya, war Mitglied des Landesparteivorstandes der SPÖ Niederösterreich und ab 1988 Stellvertretender Obmann des Landtagsklubs. Er war zudem ab 1991 Stellvertretender Vorsitzender des Sozialdemokratischen Gemeindevertreterverbandes Niederösterreich. Ab 1994 Präsident der Gemeindevertreterverbandes der SPÖ Niederösterreich seit 1994 sowie in der Folge Vizepräsident des Österreichischen Gemeindebundes.  Koczur hat anlässlich seines 70. Geburtstags ein Buch mit dem Titel „Erinnerungen an den Weg durch mein Leben“ veröffentlicht.

## Auszeichnungen
- 1998: Silbernes Komturkreuz mit dem Stern des Ehrenzeichens für Verdienste um das Bundesland Niederösterreich
- 2002: Großes Goldenes Ehrenzeichen für Verdienste um die Republik Österreich[2]
- Anton Koczur Platz in Groß-Siegharts